# Matka noc (film)
Matka noc – amerykański film wojenny z 1996 roku na podstawie powieści Kurta Vonneguta pod tym samym tytułem.

## Główne role
- Nick Nolte – Howard Campbell
- Sheryl Lee – Helga Noth/Resi Noth
- John Goodman – Frank Wirtanen
- Alan Arkin – George Kraft
- Kirsten Dunst – młoda Resi Noth
- Arye Gross – Abraham Epstein
- David Strathairn – Bernard B. O'Hare